# Raisz Gusztáv
Raisz Gusztáv (Szolnok, 1941. február 1. – ) magyar agrármérnök, gazdaságpolitikus, miniszterhelyettes.

## Élete
Pályáját 1959-1960-ban elő-gyakornokként a Bánhalmi és a Palotási Állami Gazdaságban kezdte. Közben beiratkozott a mosonmagyaróvári agrártudományi főiskolára, ahol 1965-ben agrármérnöki végzettséget szerzett. Diplomázása után a cibakházi Vörös Csillag Mezőgazdasági Termelőszövetkezetnél helyezkedett el, ahol egészen 1987-ig dolgozott, először gyakornoki, később főagronómusi, elnökhelyettesi, végül pedig – 1979 márciusától – tsz-elnöki minőségben. Közben 1971-ben, a Debreceni Agrártudományi Egyetem Öntözési és Meliorációs Szakján az öntözéses szakmérnöki képesítést is megszerezte. 1988. január 1-jétől kezdve a Mezőgazdasági és Élelmezésügyi Minisztériumban dolgozott, mint miniszterhelyettes. Ezt a posztját 1990. február 28-ig töltötte be.
A Magyar Szocialista Munkáspártnak 1967-től volt a tagja, 1978-ban a párt a termelési elnökhelyettesévé választotta. 1980-tól a Kunszentmártoni Járási Pártbizottság és Végrehajtó Bizottság tagja volt, majd 1986-ban a Szolnok megyei Mezőgazdasági Termelőszövetkezetek Szövetségének elnökhelyettese lett.

### Kutatható iratanyaga
Miniszterhelyettesi működési időszakából 2,64 iratfolyóméternyi (22 doboznyi), maradandó értékűnek minősített iratanyaga került az Országos Levéltár, mai nevén Magyar Nemzeti Levéltár Országos Levéltára őrizetébe, ahol az a XIX-K-9-bg törzsszámon kutatható.

## Díjai, elismerései
- Munka érdemrend, ezüst fokozat (1984)[2]